# Marshall Thompson
Marshall Thompson (27 de noviembre de 1925 - 18 de mayo de 1992) fue un actor estadounidense, célebre sobre todo por su participación en la serie de televisión Daktari.

## Carrera
Nacido en Peoria, Illinois, Estados Unidos, empezó su carrera en los años 40, actuando como extra en la película The Purple Heart.
En la década de 1950, se convirtió en un actor independiente y trabajó para diversos estudios. Interpretó una serie de películas de terror y ciencia ficción; entre ellos, el papel de Carruthers en It! The Terror from Beyond Space (1958). En 1968 es contratado para interpretar el papel del Dr. Marsh Tracy, en la serie de televisión Daktari, acerca de un veterinario que atendía a los animales salvajes en África. Se mantuvo en el aire desde 1966-1969 y se filmaron 89 capítulos.

## Filmografía
- 1944: The Purple Heart
- 1944: Reckless Age
- 1944: Blonde Fever
- 1945: The Clock
- 1945: The Valley of Decision
- 1945: Twice Blessed
- 1945: They Were Expendable
- 1946: Bad Bascomb
- 1946: The Cockeyed Miracle
- 1946: Gallant Bess
- 1946: The Secret Heart
- 1946: The Show-Off
- 1947: The Romance of Rosy Ridge
- 1948: B.F.'s Daughter
- 1948: Homecoming
- 1948: Command Decision
- 1949: Roseanna McCoy
- 1949: Battleground
- 1950: Mystery Street
- 1950: Devil's Doorway
- 1950: Dial 1119
- 1951: The Tall Target
- 1951: The Basketball Fix
- 1952: My Six Convicts
- 1952: The Rose Bowl Story
- 1953: The Caddy
- 1954: Port of Hell
- 1955: Battle Taxi
- 1955: Crashout
- 1955: Cult of the Cobra
- 1955: To Hell and Back
- 1955: Good Morning, Miss Dove
- 1956: Down Liberty Road
- 1957: East of Kilimanjaro
- 1957: Lure of the Swamp
- 1958: Fiend Without a Face
- 1958: It! The Terror from Beyond Space
- 1958: The Secret Man
- 1959: First Man Into Space
- 1960: Angel - serie.
- 1961: Flight of the Lost Balloon
- 1962: No Man Is an Island
- 1964: A Yank in Viet-Nam
- 1964: The Mighty Jungle
- 1965: Clarence, the Cross-Eyed Lion
- 1966: Daktari - serie de televisión.
- 1969: Jambo - serie - narrador.
- 1970: Ride the Tiger telefilm
- 1977: The Turning Point
- 1978: Cruise Into Terror telefilm
- 1980: The Formula
- 1982: White Dog
- 1983: Bog
- 1991: McBain